# 722II型气垫登陆艇
722II型气垫登陆艇（北约代号：金沙II级，也稱"鯨沙"II級）是解放軍海軍一種登陸氣墊船，載運量15噸。1979年天津大沽造船廠所建造, 1987年改裝燃氣渦輪發動機後稱為"金沙II級", 共建成約10艘. 本級"452"號原型艇已報廢現置於青島海軍博物館。
在722II型之前，建造了716型与722型，均为试验用途。